# Mistrzostwa SAFF 2015
Mistrzostwa SAFF 2015 to 11. edycja Mistrzostw SAFF, które odbyły się w Indiach od 23 grudnia 2015 do 3 stycznia 2016 roku. W turnieju brało udział 7 drużyn. Obrońcą tytułu była reprezentacja Afganistanu.

## Miasta i stadiony
| Miasto | Nazwa Stadionu                   | Pojemność | Zdjęcie | Mecze |
| ------ | -------------------------------- | --------- | ------- | --- |
| Kerala | Trivandrum International Stadium | 55 000    |         | Nepal 0:1 Sri Lanka (faza grupowa) Sri Lanka 0:2 Indie (faza grupowa) Indie 4:1 Nepal (faza grupowa) Malediwy 3:1 Bhutan (faza grupowa) Afganistan 4:0 Bangladesz (faza grupowa) Bangladesz 1:3 Malediwy (faza grupowa) Bhutan 0:3 Afganistan (faza grupowa) Bhutan 0:3 Bangladesz (faza grupowa) Afganistan 4:1 Malediwy (faza grupowa) Indie 3:2 Malediwy (półfinał) Afganistan 5:0 Sri Lanka (półfinał) Indie 2:1 Afganistan (finał) |

## Sędziowie
| Konfederacja | Sędzia                          | Sędziowane mecze                                                              |   |   |
| ------------ | ------------------------------- | ----------------------------------------------------------------------------- | - | - |
| AFC          | Gamini Nivon Robesh             | Bhutan 0:3 Afganistan (faza grupowa) Afganistan 4:1 Malediwy (faza grupowa)   | 3 | 0 |
| AFC          | Hiroyuki Kimura                 | Sri Lanka 0:2 Indie (faza grupowa) Indie 2:1 Afganistan (finał)               | 9 | 0 |
| AFC          | Jameel Juma Abdulhusain Mohamed | Nepal 0:1 Sri Lanka (faza grupowa) Indie 4:1 Nepal (faza grupowa)             | 5 | 0 |
| AFC          | Minh Tri Vo                     | Bangladesz 1:3 Malediwy (faza grupowa) Indie 3:2 Malediwy (półfinał)          | 2 | 0 |
| AFC          | Pranjal Banerjee                | Afganistan 4:0 Bangladesz (faza grupowa) Bhutan 0:3 Bangladesz (faza grupowa) | 3 | 1 |
| AFC          | Sudish Kumar Pandey             | Malediwy 3:1 Bhutan (faza grupowa) Afganistan 5:0 Sri Lanka (półfinał)        | 8 | 0 |

## Uczestnicy
Pakistan nie uczestniczył w turnieju z powodów politycznych.
| Drużyna    | Strefa | Ostatni występ | Najlepszy Wynik                                  | Wynik        |
| ---------- | ------ | -------------- | ------------------------------------------------ | ------------ |
| Afganistan | AFC    | 2013           | Mistrzostwo (2013)                               | 2 miejsce    |
| Bangladesz | AFC    | 2013           | Mistrzostwo (2003)                               | Faza grupowa |
| Bhutan     | AFC    | 2013           | Półfinał (2008)                                  | Faza grupowa |
| Indie      | AFC    | 2013           | Mistrzostwo (1993, 1997, 1999, 2005, 2009, 2011) | Mistrz       |
| Malediwy   | AFC    | 2013           | Mistrzostwo (2008)                               | Półfinał     |
| Nepal      | AFC    | 2013           | Półfinał (1993, 1995, 1997, 2011, 2013)          | Faza grupowa |
| Sri Lanka  | AFC    | 2013           | Mistrzostwo (1995)                               | Półfinał     |

## Faza grupowa
O końcowej kolejności drużyn w każdej grupie decydowała:
1. Liczba punktów uzyskana przez drużyny we wszystkich meczach grupowych;
2. Bilans bramek uzyskany we wszystkich meczach grupowych;
3. Liczba goli strzelonych przez drużyny we wszystkich meczach grupowych;
4. Liczba punktów uzyskana w meczach między zainteresowanymi drużynami (dla których wcześniejsze kryteria są identyczne);
5. Bilans bramek uzyskany w meczach między zainteresowanymi drużynami;
6. Liczba goli strzelonych w meczach między zainteresowanymi drużynami;
7. Punkty fair play we wszystkich meczach grupowych (tylko jedna z poniższych pozycji może być zastosowana do jednego gracza w jednym meczu):
  - Żółta kartka: –1 punkt,
  - Dwie żółte kartki: –3 punkty,
  - Czerwona kartka: –4 punkty,
  - Żółta i czerwona kartka: –5 punktów;
8. Losowanie.

Legenda do tabelek:
- Pkt – liczba punktów
- M – liczba meczów
- W – wygrane
- R – remisy
- P – porażki
- Br+ – bramki zdobyte
- Br− – bramki stracone
- +/− – bilans bramek
- FP - punkty fairplay

Dwie pierwsze drużyny z każdej grupy awansują do dalszych gier.

### Grupa A
| Zespół    | Pkt | M | W | R | P | Br+ | Br− | +/− |
| --------- | --- | - | - | - | - | --- | --- | --- |
| Indie     | 6   | 2 | 0 | 0 | 0 | 6   | 1   | +5  |
| Sri Lanka | 3   | 2 | 1 | 0 | 1 | 1   | 2   | -1  |
| Nepal     | 0   | 2 | 0 | 0 | 2 | 1   | 5   | -4  |

| Mecz 1 23 grudnia 2015 14:00 CET | Nepal | 0:1(0:0) | Sri Lanka · 90+2' Mohamed Rifnas | Trivandrum International Stadium, Kerala Widzów: 200 Sędzia: Jameel Juma Abdulhusain Mohamed |
|                                  |       |          |                                  |                                                                                              |

| Mecz 4 25 grudnia 2015 14:00 CET | Sri Lanka | 0:2(0:0) | Indie · 52', 75' Robin Singh · | Trivandrum International Stadium, Kerala Widzów: 6 417 Sędzia: Hiroyuki Kimura |
|                                  |           |          |                                |                                                                                |

| Mecz 7 27 grudnia 2015 14:00 CET | Indie · 26' Rowllin Borges · 67' Sunil Chhetri · 81', 90' Lallianzuala Chhangte · | 4:1(1:1) | Nepal · 3' Bimal Magar · | Trivandrum International Stadium, Kerala Widzów: 8 093 Sędzia: Jameel Juma Abdulhusain Mohamed |
|                                  |                                                                                   |          |                          |                                                                                                |

### Grupa B
| Zespół     | Pkt | M | W | R | P | Br+ | Br− | +/− |
| ---------- | --- | - | - | - | - | --- | --- | --- |
| Afganistan | 9   | 3 | 3 | 0 | 0 | 11  | 1   | +10 |
| Malediwy   | 6   | 3 | 2 | 0 | 1 | 7   | 6   | +1  |
| Bangladesz | 3   | 3 | 1 | 0 | 2 | 4   | 7   | -3  |
| Bhutan     | 0   | 3 | 0 | 0 | 3 | 1   | 9   | -8  |

| Mecz 2 24 grudnia 2015 11:00 CET | Malediwy · 9' Ahmed Imaaz · 32' Abdulla Assadhulla · 70' Ali Ashfaq · | 3:1(2:1) | Bhutan · 20' Tshering Dorji | Trivandrum International Stadium, Kerala Widzów: 4 000 Sędzia: Sudish Kumar Pandey |
|                                  |                                                                       |          |                             |                                                                                    |

| Mecz 3 24 grudnia 2015 14:00 CET | Afganistan · 30' Masih Saighani · 32' Faysal Shayesteh · 41' Zubayr Amiri · 69' Khaibar Amani · | 4:0(3:0) | Bangladesz | Trivandrum International Stadium, Kerala Widzów: 150 Sędzia: Pranjal Banerjee |
|                                  |                                                                                                 |          |            |                                                                               |

| Mecz 5 26 grudnia 2015 11:00 CET | Bangladesz · 87' Hemanta Biswas | 1:3(0:1) | Malediwy · 43' Ali Ashfaq · 89' Hassan Naiz · 90+4' Nashid Ahmed · | Trivandrum International Stadium, Kerala Widzów: 3 654 Sędzia: Minh Tri Vo |
|                                  |                                 |          |                                                                    |                                                                            |

| Mecz 6 26 grudnia 2015 14:00 CET | Bhutan · 87' Hemanta Biswas | 0:3(0:2) | Afganistan · 14', 51' Khaibar Amani · 43' Masih Saighani · | Trivandrum International Stadium, Kerala Widzów: 1 817 Sędzia: Gamini Nivon Robesh |
|                                  |                             |          |                                                            |                                                                                    |

| Mecz 8 28 grudnia 2015 11:00 CET | Bhutan | 0:3(0:2) | Bangladesz · 8' Topu Barman · 24', 66' Shakhawat Rony · | Trivandrum International Stadium, Kerala Widzów: 218 Sędzia: Pranjal Banerjee |
|                                  |        |          |                                                         |                                                                               |

| Mecz 9 28 grudnia 2015 14:00 CET | Afganistan · 20' Faysal Shayesteh · 34', 54' Omid Popalzay · 51' Ahmad Hatifi · | 4:1(2:0) | Malediwy · 32' Ali Fasir · | Trivandrum International Stadium, Kerala Widzów: 1 751 Sędzia: Gamini Nivon Robesh |
|                                  |                                                                                 |          |                            |                                                                                    |

## Faza pucharowa

### Półfinały
| Mecz 10 31 grudnia 2015 11:00 CET | Indie · 24' Sunil Chhetri · 34', 65' Jeje Lalpekhlua · | 3:2(2:1) | Malediwy · 45+2' Nashid Ahmed · 75' Amdhan Ali · | Trivandrum International Stadium, Kerala Widzów: 8 177 Sędzia: Minh Tri Vo |
|                                   |                                                        |          |                                                  |                                                                            |

| Mecz 11 31 grudnia 2015 14:00 CET | Afganistan · 45+2' Sayed Mohammad Hashemi · 50' Kanischka Taher · 56' Khaibar Amani · 78' Ahmad Hatifi · 90' Faysal Shayesteh · | 5:0(1:0) | Sri Lanka | Trivandrum International Stadium, Kerala Widzów: 300 Sędzia: Sudish Kumar Pandey |
|                                   | |          |           |                                                                                  |

### Finał
| Mecz 12 3 stycznia 2016 14:00 CET | Indie · 72' Jeje Lalpekhlua · 101' Sunil Chhetri · | 2:1(0:0) | Afganistan · 70' Zubayr Amiri · | Trivandrum International Stadium, Kerala Widzów: 48 000 Sędzia: Hiroyuki Kimura |
|                                   |                                                    |          |                                 |                                                                                 |

## Klasyfikacja końcowa
| Miejsce                        | Reprezentacja | Punkty | Bramki +/− | Bramki zdobyte |
| ------------------------------ | ------------- | ------ | ---------- | -------------- |
| Strefa medalowa                |               |        |            |                |
| złoto                          | Indie         | 12     | +7         | 11             |
| srebro                         | Afganistan    | 12     | +14        | 17             |
| brąz                           | Malediwy      | 6      | +2         | 10             |
| brąz                           | Sri Lanka     | 3      | -6         | 1              |
| Wyeliminowane w fazie grupowej |               |        |            |                |
| 5.                             | Bangladesz    | 3      | -3         | 4              |
| 6.                             | Nepal         | 0      | -3         | 4              |
| 7.                             | Bhutan        | 0      | -8         | 1              |